# Benthophiloides
Benthophiloides és un gènere de peixos de la família dels gòbids i de l'ordre dels perciformes.

## Taxonomia
- Benthophiloides brauneri (Beling & Iljin, 1927)[2]
- Benthophiloides turcomanus (Iljin, 1941)[3][4][5][6][7][8]